# Q-derivada
En matemàtiques, en l'àrea de la combinatòria, la q-derivada (o derivada de Jackson), és un q-anàleg de la derivada ordinària, introduïda per Frank Hilton Jackson. És la inversió de la q-integral de Jackson. Per a altres formes de q-derivades, vegeu (Chung et al. (1994)).

## Definició
La q-derivada d'una funció f(x) es defineix com
{\displaystyle \left({\frac {d}{dx}}\right)_{q}f(x)={\frac {f(qx)-f(x)}{qx-x}}.}
També s'escriu sovint com {\displaystyle D_{q}f(x)}. La q-derivada també es coneix com a «derivada de Jackson».
Formalment, en termes de l'operador de decalatge de Lagrange en variables logarítmiques, representa l'operador
{\displaystyle D_{q}={\frac {1}{x}}~{\frac {q^{d~~~ \over d(\ln x)}-1}{q-1}}~,}
que va a la derivada plana {\displaystyle \to {\frac {d}{dx}}} com {\displaystyle q\to 1}.
És manifestament lineal,
{\displaystyle \displaystyle D_{q}(f(x)+g(x))=D_{q}f(x)+D_{q}g(x)~.}
Té una regla del producte anàloga a la regla del producte de la derivada ordinària, amb dues formes equivalents:
{\displaystyle \displaystyle D_{q}(f(x)g(x))=g(x)D_{q}f(x)+f(qx)D_{q}g(x)=g(qx)D_{q}f(x)+f(x)D_{q}g(x).}
De manera similar, compleix una regla del quocient,
{\displaystyle \displaystyle D_{q}(f(x)/g(x))={\frac {g(x)D_{q}f(x)-f(x)D_{q}g(x)}{g(qx)g(x)}},\quad g(x)g(qx)\neq 0.}
També hi ha una regla similar a la regla de la cadena per a derivades ordinàries. Fem {\displaystyle g(x)=cx^{k}}. Llavors
{\displaystyle \displaystyle D_{q}f(g(x))=D_{q^{k}}(f)(g(x))D_{q}(g)(x).}
La funció pròpia de la q-derivada és la funció q-exponencial eq(x).

## Relació amb les derivades ordinàries
La q-diferenciació s'assembla a la diferenciació ordinària, amb diferències curioses. Per exemple, la q-derivada del monomi és:
{\displaystyle \left({\frac {d}{dz}}\right)_{q}z^{n}={\frac {1-q^{n}}{1-q}}z^{n-1}=[n]_{q}z^{n-1}}
on {\displaystyle [n]_{q}} és el q-claudator de n. Vegeu que {\displaystyle \lim _{q\to 1}[n]_{q}=n}, de manera que la derivada ordinària es recupera en aquest límit.
La n-èsima q-derivada d'una funció ve donada com:
{\displaystyle (D_{q}^{n}f)(0)={\frac {f^{(n)}(0)}{n!}}{\frac {(q;q)_{n}}{(1-q)^{n}}}={\frac {f^{(n)}(0)}{n!}}[n]_{q}!}
sempre que la n-èsima derivada ordinària de {\displaystyle f} existeixi a {\displaystyle x=0}. Aquí, {\displaystyle (q;q)_{n}} és el símbol q-Pochhammer, i {\displaystyle [n]_{q}!} és el q-factorial. Si{\displaystyle f(x)} és analítica, podem aplicar la fórmula de Taylor a la definició de {\displaystyle D_{q}(f(x))} per obtenir:
{\displaystyle \displaystyle D_{q}(f(x))=\sum _{k=0}^{\infty }{\frac {(q-1)^{k}}{(k+1)!}}x^{k}f^{(k+1)}(x).}
El q-anàleg de la sèrie de Taylor d'una funció sobre zero és:
{\displaystyle f(z)=\sum _{n=0}^{\infty }f^{(n)}(0)\,{\frac {z^{n}}{n!}}=\sum _{n=0}^{\infty }(D_{q}^{n}f)(0)\,{\frac {z^{n}}{[n]_{q}!}}}

## Exemples
{\displaystyle D_{q}sin(x)={\frac {\sin \left(qx\right)-\sin \left(x\right)}{\left(q-1\right)x}}}
|  |  |  |  |

{\displaystyle D_{q}tanh(x)={\frac {\tanh \left(qx\right)-\tanh \left(x\right)}{\left(q-1\right)x}}}
|  |  |  |  |